# Kansas City Southern de México
Kansas City Southern de México (sigle de l'AAR : KCSM), anciennement connu sous le nom de Transportación Ferroviaria Mexicana (TFM), est une compagnie de chemin de fer spécialisée dans le transport de marchandises dans le nord-est du Mexique. KCSM est entièrement possédée et exploitée par Kansas City Southern Industries, qui a sa propre flotte, dédient les droits d'exploitation, et entretien son réseau grâce à une concession du gouvernement mexicain. La majorité du réseau va de la vallée de Mexico à Laredo sur la frontière avec les États-Unis. Il possède aussi des voies vers les ports de Lázaro Cárdenas sur l'Océan Pacifique et de Veracruz sur le Golfe du Mexique, permettant au KCSM de relier les deux océans à la frontière des États-Unis.
Le KCSM est remplacé le 18 avril 2023 par le Canadien Pacifique Kansas City.

## Histoire

### Le temps de la nationalisation
À partir de la fin des années 1930, les trains mexicains et les voies étaient la propriété du gouvernement sous le nom de Ferrocarriles Nacionales de México. Les billets étant très bon marché, les trains de voyageurs devinrent très populaires dans les déplacements inter cités. Ils distancèrent le transport de marchandises.

### La privatisation
Avec la mise en place du North American Free Trade Agreement (NAFTA), le président Ernesto Zedillo proposa la privatisation des chemins de fer mexicain au milieu des années 1990. Lorsque la décision de privatisation des chemins de fer fut prise, seulement 15 % des marchandises utilisaient le rail contre 42 % aux États-Unis.
En 1995, le Transportación Marítima Mexicana (TMM) constitua le Transportación Ferroviaria Mexicana (TFM) afin d'acquérir des concessions en partenariat avec le KCSI. Le TFM réussit à remporter la portion des chemins de fer mexicain, appelée Northeast Railroad, qui était la plus convoitée de toutes. Beaucoup d'autres grosses compagnies étaient sur les rangs, dont la plus grosse compagnie de chemin de fer américaine, l'Union Pacific. TMM et KCSI remportèrent la mise pour 1,4 milliard de dollars, et payèrent respectivement 51 % et 49 % de la somme. Cet axe représente 46 % de l'ensemble du fret du Mexique et 60 % du fret en provenance des États-Unis. 
En 2005, le Kansas City Southern railway KCS, prit le contrôle total du TFM, et le rebaptisa Kansas City Southern de México (KCSM).

## Le réseau

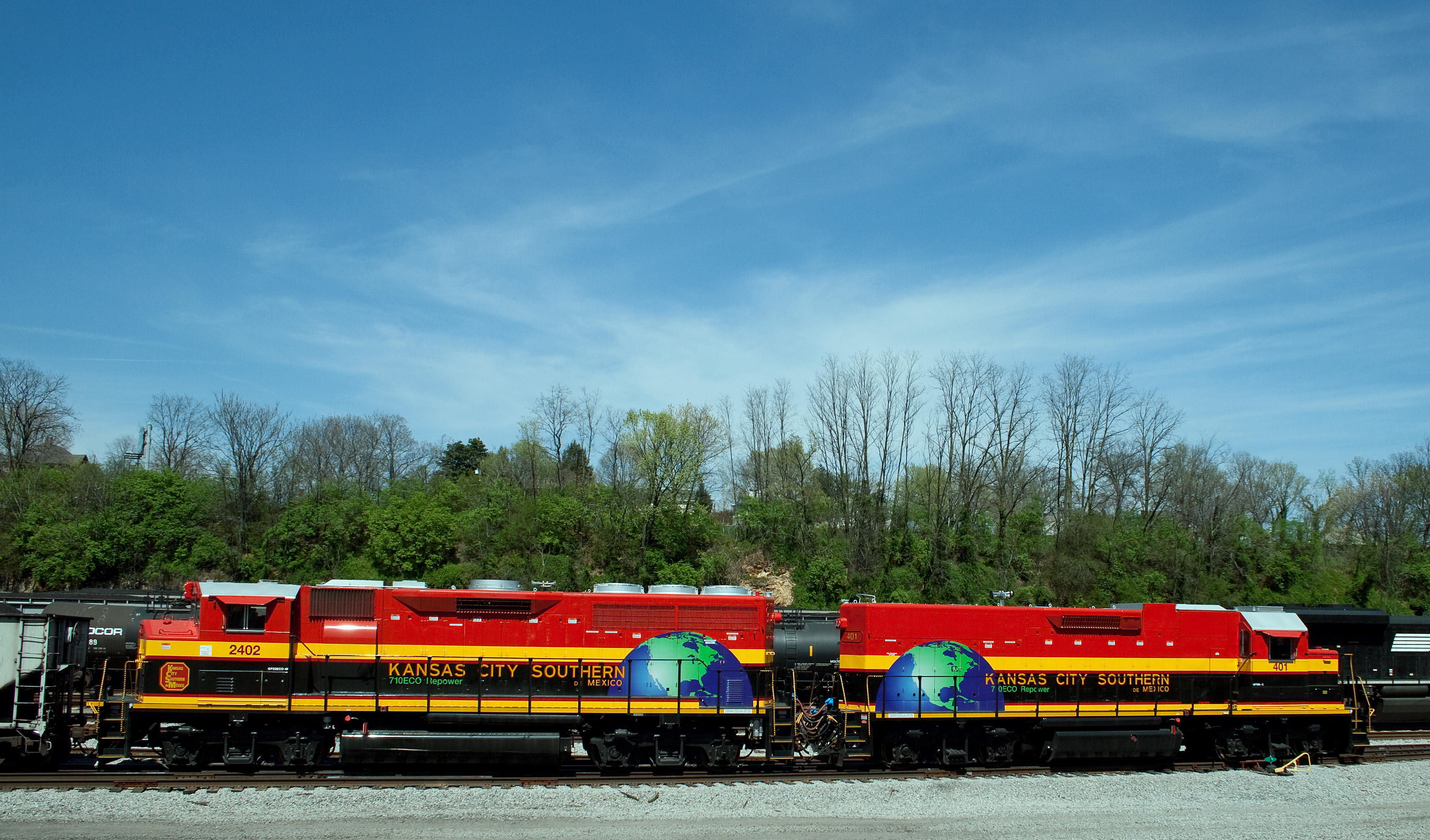
Locomotive et « slug » (unité de génération électrique) aux États-Unis, 2010

Le Kansas City Southern de México (KCSM), précédemment Transportación Ferroviaria Mexicana (TFM), est une compagnie spécialisée dans le transport de marchandises dans le nord-est du Mexique. KCSM est indirectement contrôlé par KCS via sa holding mexicaine NAFTA Rail, S.A. de C.V.. Grâce à une concession du gouvernement mexicain, le KCSM possède sa propre flotte, ses droits de circulation et entretient son réseau de 4 256 km réparti sur 17 régions.
Il relie le nord-est et le centre du Mexique avec des villes comme Monterrey, Nuevo Laredo, Matamoros et Reynosa, situées à la frontière avec les États-Unis. Il dessert aussi les villes portuaires de Lázaro Cárdenas et Tampico. Le KCSM apporte au KCSR des routes capitales pour les importations de biens vers l'Amérique du Nord. Le KCSM a aussi une route vers la côte Pacifique, grâce au développement récent du port en eaux profondes pour conteneurs de Lázaro Cárdenas.
Les villes de connexion :
- Laredo
- Lázaro Cárdenas
- Guadalajara
- Mexico
- Monterrey
- Queretaro
- Saltillo
- San Luis Potosí
- Tampico
- Veracruz

## Sources
- (en) Kansas City Southern Industries.
- (en) Extrait du National Atlas.gov.
- (en) The Mexican Railroad Industry
- (en) Heaster, Randolph (December 6, 2005). Kansas City Star.